# A-FACTORY

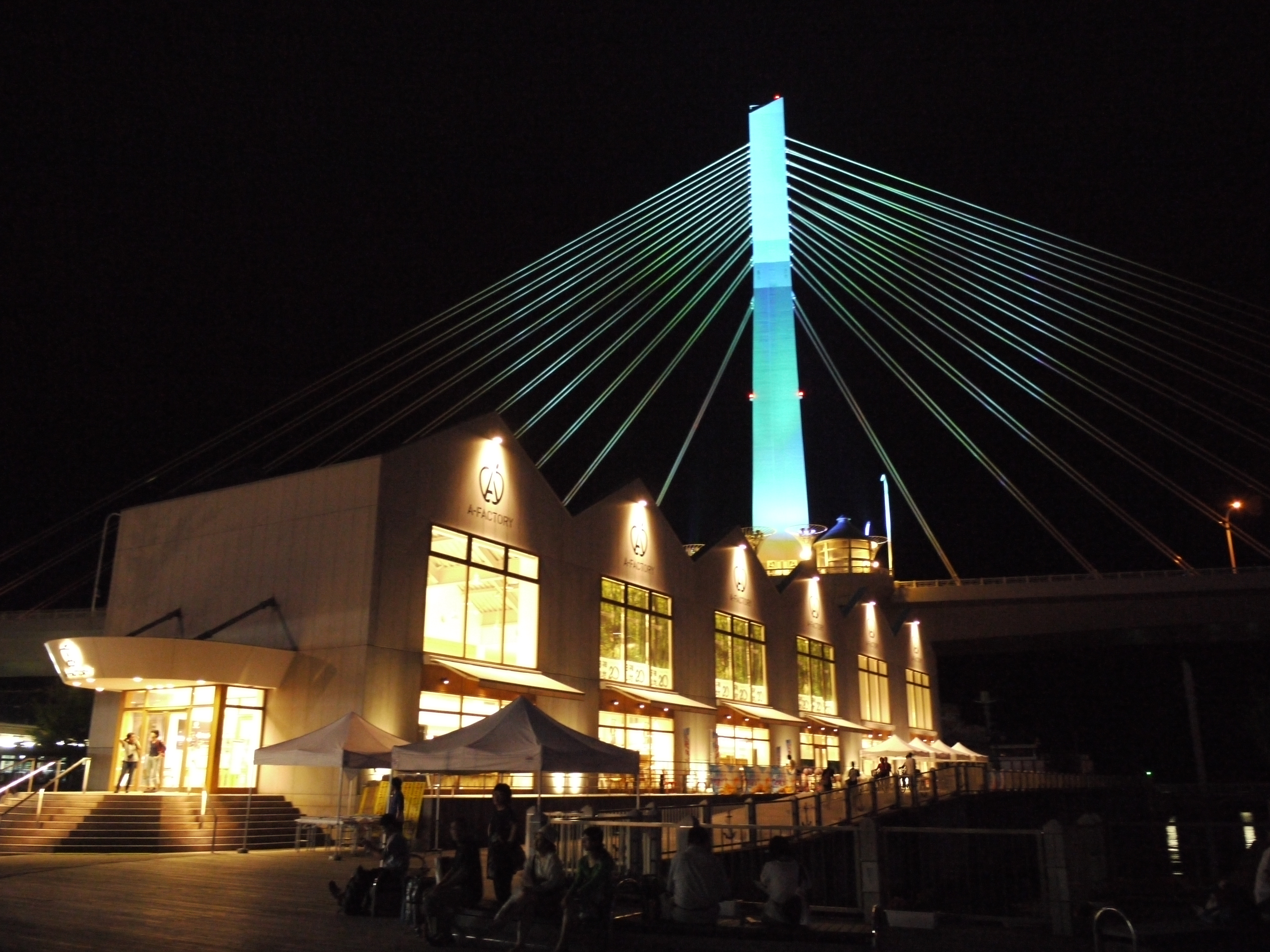
A-FACTORY 夜景

A-FACTORY（エー・ファクトリー）とは青森県青森市柳川にある商業施設である。
青森ウォーターフロントの再開発事業の一環として、東北新幹線の新青森駅開業と同日の2010年（平成22年）12月4日に開業した。
地上2階建。駐車場数は16。店舗数は5。株式会社JR東日本青森商業開発が運営している。

## 概要
青森ベイブリッジと青森駅ホーム、ねぶたの家 ワ・ラッセに囲まれる形で立地する。
青森県産品を使ったスイーツやフード、ドリンクを取り扱う物販・飲食一体型の市場形式である。
青森県産りんごを使用したシードルやジュースを施設内で加工するのが特徴である。その工程を施設内で見たり、テイスティングカードを購入することでテイスティングすることもできる。
2011年度グッドデザイン賞を受賞。

## 店舗
各店舗の詳細情報は公式サイト「A-FACTORY フロアガイド」を参照。
- 1階　Slow Food Marche&シードル工房
  - gelato natura due（ジェラート）
  - SKIPEGG（スイーツ）
  - OCEAN’S DINER（レストラン（ご当地バーガー））
  - Food Marchè（市場）
- 2階　Third Place Lounge
  - Galetteria Da Sasino

- 一般客用のトイレは2階のみとなっている。

## 近隣
- 東日本旅客鉄道（JR東日本）/青い森鉄道青森駅
  - 駅ビル・ラビナ
- アウガ
- ミッドライフタワー
- 青森市民ホール
- 青森ウォーターフロント
  - 青森ベイブリッジ
  - 青森県観光物産館アスパム
  - ねぶたの家 ワ・ラッセ
  - 青函連絡船メモリアルシップ八甲田丸
- 青森県道16号青森停車場線 - AOMORI春フェスティバル開催日は、新町通りがその会場になる。